# Доппельмайер, Гавриил Гаврилович
Гавриил Гаврилович Доппельмайер (1790—1865) — управляющий Рижской конторой Государственного коммерческого банка; действительный статский советник.

## Биография
Родился 16 (27) сентября 1790 года в семье Гавриила Ивановича (1748—?) и Марии Ивановны Доппельмайер. Отец происходил из дворянского рода Доппельмайеров, учился на врача в Йенском университете (1763—1767), в Тюбингенском университете в 1781 году получил степень доктора медицины и служил врачом в Орле, где входил в масонскую ложу Возрастающего Орла.
В службе с 7 мая 1804 года; в 1810 году получил чин титулярного советника, в 1829 году — статского советника. В 1830—1860 годах служил в Риге, в конторе Государственного коммерческого банка. Был управляющим конторой.
Был произведён в действительные статские советники 10 сентября 1848 года. Награждён орденами: Св. Анны 2-й степени (1819, алмазные украшения к ордену — 1824), Св. Владимира 4-й (1813) и 3-й (1833) степеней и Св. Станислава 2-й степени со звездой (1835), а также знаком отличия беспорочной службы за L лет (1856).
Умер в Риге 5 (17) июня 1865 года.
Был женат. Его дети:
- Яков-Григорий (1837—1886) — юрист, действительный статский советник[7]
- Григорий-Иван (1839—1901) — генерал-майор, командир 28-й артиллерийской бригады[8]
- Константин (1841—1871) — военный атташе в Берлине[9]